# Чун
Чун је најмање пловило, односно чамац. Карактеристично је за ово пловило да има плитко, равно дно и оштре или одрезане стране. Обично је од дрвета, дужине до 3 м. Покреће се веслима. Понекад се чуном назива и плитак чамац издубљен од једнога комада дебла. Употребљава се на реци или језеру.
Чун је чамац карактеристичан за Скадарско језеро, где се вековима традиционално употребљава за риболов. Вештина израде чунова уврштена је у национални регистар Нематеријалног културног наслеђа Црне Горе.

## Изглед и израда
Чун се обично израђује од дрвета и дужине је до 3 м. Има плитко, равно, мало савијено дно и оштре или одрезане бокове који имају скок (искошени су према споља), што је посебно изражено на прамцу. Форма чамца је у облику латиничног слова „U” која на крменом делу прелази у малу плочу (зрцало), а на прамачном делу у статву, доста косо постављену напред у односу на равно дно. Има три клупе - крмену, средњу на прамачној прегради и прамачну.
Овај чамац нема конструкцију (ребра и уздужне везе), већ је оплата веће дебљине, а укрућена је попречном преградом која се налази у средини чамца и дели га на два дела. Оплата дна је постављена дна је постављена по систему глатке градње, а бокови по систему преклопне градње (даске се преклапају). За израду чуна потребна је вештина, али и одабир правог дрвета.
Чун се покреће веслима, а у новије време понекад и једрима или ванбродским мотором који се веша на крмену плочу (крмено зрцало). Има добра маритимна својства.

### Израда чунова на Скадарском језеру
У селима око Скадарског језера чун се прави од дрвета различитих врста борова, најчешће од белог бора, кога има широм Црне Горе и мунике, која расте на планинама Штитову, Браткову и Маганику. Смола је код мунике равномерно распоређена, што олакшава израду. Грађу је најбоље брати у зимском периоду, кад природа мирује. Ако се дрво бере током лета лакше га нападају паразити и брже трули.
Израда чунова није ни лак ни једноставан посао. Чамац се ради „на осећај” и неопходно је велико искуство. Према речима искусних мајстора, ако се једна даска погрешно угради чун неће ваљати. Да би чун на води био стабилан, он мора бити симетричан, а даске исте крутости и тежине. Вода је у ствари вага која га нивелише. Даске за израду дна су најчешће дебљине 4 цм, а међусобно се спајају ексерима. Готово дно прво се обрађује, а затим се савија (око 10-15 цм). Да се током савијања дрво не би оштетило претходно се маже блатом.
Данас се чамци праве машински али и ручно, на традиционалан начин, онако како су се израђивали у прошлости. Ипак, главна алатка за израду ових пловила и даље је тесла (упркос напретку технологије досад није направљена електрична). Када је чамац готов, празнине између дасака попуњавају се кучином, како вода не би продирала у њега, а затим се заштићује фарбом. Зазраду једног чуна у просеку је потребно око 15 дана. Вешти мајстори се хвале да могу, уз добар материјал, мањи чун направити за један дан.

## Трајност и одржавање
Век трајања чуна је у просеку десет година. Током зиме треба га чувати у заветрини, како га јаки ветрови не би оштетили, док је лети најбоље да све време буде у води.

## Традиционални чун са Скадарског језера
Чунови су и данас, као некада, главно превозно средство на Скадарском језеру. Према историјским подацима чун се на Скадарском језеру користио још у доба Старих Римљана. Етнолози тврде да су ови чамци вековним искуством прилагођени ћудљивим приликама на језеру које је одувек за људе овог краја значило живот. Захваљујући специфичној изради и конструкцији стари дрвени чун најбоље одолева приликама на језеру, када дувају јаки ветрови, па је зато и данас на цени. Осим на језеру, дешава се се да се дрвени чун тражи и за вожњу на мору. Користи се најчешће за риболов, али и за транспорт, нарочито током јесени, када вода поплави околна села. Чунове возе и мушкарци и жене. Последњих година део је туристичке понуде Националног парка Скадарско језеро.
На Скадарском језеру користе се и друге врсте чамаца, али је чун најпогоднији. Данас се најчешће користи моторни погон, а мотори који се користе боље леже чуну него другим чамцима управо због уске крмене плоче. Метални чамци, на пример, имају широк крмени део који вуче воду и зауставља је, тако да дрвени чун много брже иде. Скадарско језеро је специфично. Има реке, рукавце и потоке различитих дубина, па су чунови веома погодно превозно средство да се зађе на скровита места и прође кроз плитке воде. Весла су обавезан део опреме, нарочито када се бацају рибарске мреже.

### Нематеријално културно наслеђе
Традиционални дрвени чунови и данас се праве у селима око Скадарског језера, чиме се чува овај традиционални занат. Вештина се преноси „с колена на колено”, у неким породицама и више од 150 година. Има породица које се овим занатом баве кроз пет генерација тако да данас има и младих људи који успешно настављају ову традицију. Уз практичну употребу за транспорт и риболов, чун чува и црногорску традицију. Зато је вештину израде чунова Управа за заштиту културних добара Црне Горе уврстила у Национални регистар нематеријалног културног наслеђа.
Од 2021. године Управа поморске сигурности Црне Горе омогућила је регистрацију старих дрвених чунова, како би ова традиционална пловила била уведена у званичан попис.

### Туристички потенцијал
Традиционални дрвени чунови постали су део туристичке понуде Националног парка Скадарско језеро. Користе се за крстарење језером, што је јединствен доживљај. Саставни део ове авантуре је обилазак скривених плажа и купање у језеру. На овај начин туристима се на традиционалан начин дочарава Скадарско језеро. Туристи воле да се возе традиционалним чуновима и то представља посебан ужитак.
Чун се такође користи и за риболов. Спортски риболов је права атракција на овом највећем језеру Балкана, а за љубитеље посматрања птица (birdwatching) осим платформи доступно је и посматрање из чуна. Најбољи период за ову активност је зима или јесен, јер тада Скадарско језеро прелећу велика јата многих врста миграторних птица.